# Robert Le Gall
Robert Jean Louis Le Gall (Saint-Hilaire-du-Harcouët, 26 febbraio 1946) è un arcivescovo cattolico francese, dal 9 dicembre 2021 arcivescovo emerito di Tolosa.

## Biografia
È nato a Saint-Hilaire-du-Harcouët, nel dipartimento della Manica, nel 1946.

### Formazione e ministero sacerdotale
Monaco benedettino, ha studiato filosofia e teologia nelle abbazie di Sant'Anna di Kergonan e e di Solesmes, conseguendo la licenza in teologia dogmatica presso l'Università di Friburgo e completando la sua formazione con gli studi biblici in Israele.
È stato ordinato sacerdote il 24 agosto 1974. È stato priore dell'abbazia di Sant'Anna di Kergonan dal 1977 al 1983, quando è stato eletto quarto abate. Appena eletto, avvia la pubblicazione del dizionario liturgico. 

### Ministero episcopale
Il 16 ottobre 2001 papa Giovanni Paolo II lo ha nominato vescovo di Mende. Ha ricevuto la consacrazione episcopale nella cattedrale di Mende il 6 gennaio 2002 dalle mani del cardinale Paul Poupard, presidente del Pontificio consiglio della cultura, co-consacranti Jean-Pierre Ricard (poi cardinale), arcivescovo metropolita di Bordeaux, e il vescovo Paul Bertrand, suo predecessore a Mende. Durante la stessa celebrazione ha preso possesso della diocesi.
Durante il suo episcopato a Mende è stato nominato membro della Congregazione per il culto divino e la disciplina dei sacramenti.
Nel gennaio 2004 ha compiuto la visita ad limina.
Nell'ambito della Conferenza episcopale di Francia, è stato eletto nel 2005 presidente della Commissione episcopale per la pastorale liturgica e sacramentale, venendo riconfermato nel 2008.
L'11 luglio 2006 papa Benedetto XVI lo ha promosso all'arcidiocesi di Tolosa, della quale ha preso possesso il 10 settembre successivo.
Il 9 dicembre 2021 papa Francesco ne ha accolto la rinuncia al governo pastorale dell'arcidiocesi per raggiunti limiti d'età, nominando come suo successore Guy André Marie de Kérimel, fino ad allora vescovo di Grenoble-Vienne.

## Genealogia episcopale e successione apostolica
La genealogia episcopale è:
- Cardinale Scipione Rebiba
- Cardinale Giulio Antonio Santori
- Cardinale Girolamo Bernerio, O.P.
- Arcivescovo Galeazzo Sanvitale
- Cardinale Ludovico Ludovisi
- Cardinale Luigi Caetani
- Cardinale Ulderico Carpegna
- Cardinale Paluzzo Paluzzi Altieri degli Albertoni
- Papa Benedetto XIII
- Papa Benedetto XIV
- Papa Clemente XIII
- Cardinale Marcantonio Colonna
- Cardinale Giacinto Sigismondo Gerdil, B.
- Cardinale Giulio Maria della Somaglia
- Cardinale Carlo Odescalchi, S.I.
- Vescovo Eugène de Mazenod, O.M.I.
- Cardinale Joseph Hippolyte Guibert, O.M.I.
- Cardinale François-Marie-Benjamin Richard
- Vescovo Marie-Prosper-Adolphe de Bonfils
- Cardinale Louis-Ernest Dubois
- Cardinale Georges-François-Xavier-Marie Grente
- Arcivescovo Marcel-Marie-Henri-Paul Dubois
- Cardinale François Marty
- Cardinale Paul Poupard
- Arcivescovo Robert Jean Louis Le Gall, O.S.B.

La successione apostolica è:
- Vescovo Bernard Joseph Germain Marie Ginoux (2007)
- Vescovo Hervé Gaschignard (2008)
- Vescovo Philippe Mousset (2009)
- Arcivescovo François Marie Aimé Marius Fonlupt (2011)
- Vescovo Jean-Marc Eychenne (2015)
- Vescovo Laurent Michel Camiade (2015)